# Ozance
L'Ozance  est un cours d'eau français, qui coule dans le département de l'Indre, en région Centre-Val de Loire.
C'est un affluent de l'Indre, donc un sous-affluent de la Loire.

## Géographie

### Cours
Le cours d'eau à une longueur de 14,09 km.
Il prend sa source dans le département de l'Indre, à 124 m d'altitude, dans les « Champs du Bois », sur le territoire de la commune de Saulnay, puis s'écoule vers le nord.
Son confluent avec l'Indre, se situe dans le département de l'Indre, à 89 m d'altitude, sur le territoire de la commune de Clion,.

### Départements et communes traversés
L'Ozance traverse trois communes : Arpheuilles, Clion et Saulnay,.

### Bassin versant
Les bassins hydrographiques sont découpés dans le référentiel national BD Carthage en éléments de plus en plus fins, emboîtés selon quatre niveaux : régions hydrographiques, secteurs, sous-secteurs et zones hydrographiques.
L'Ozance traverse la zone hydrographique « L'Indre du K722980 à l'Ozance ».
Le bassin versant de l'Ozance s'insère dans la zone hydrographique « L'Indre du K722980 à l'Ozance », au sein du bassin DCE plus large « La Loire, les cours d'eau côtiers vendéens et bretons ».

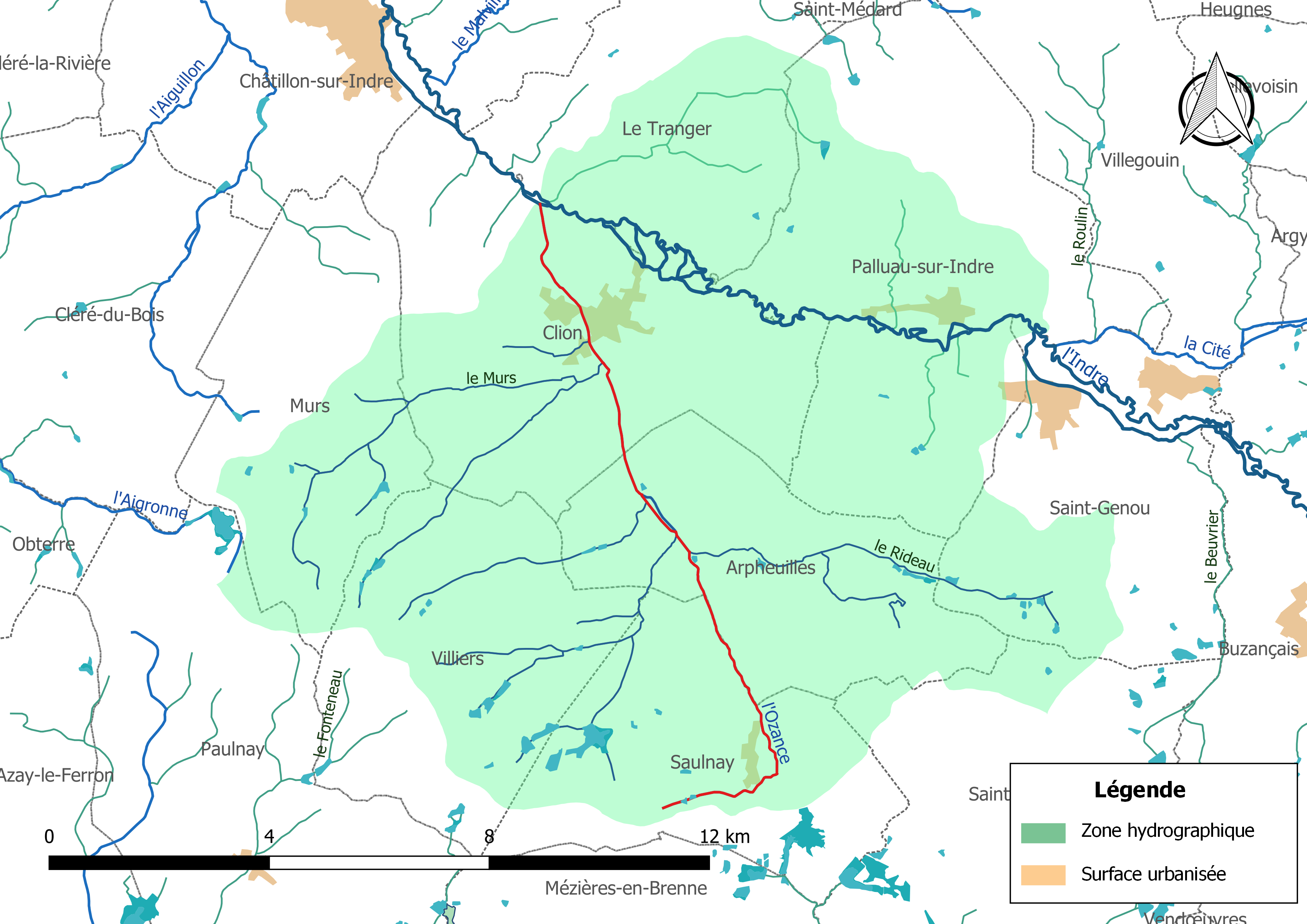
L'Ozance (en rouge) et la zone hydrographique dans laquelle il s'insère.
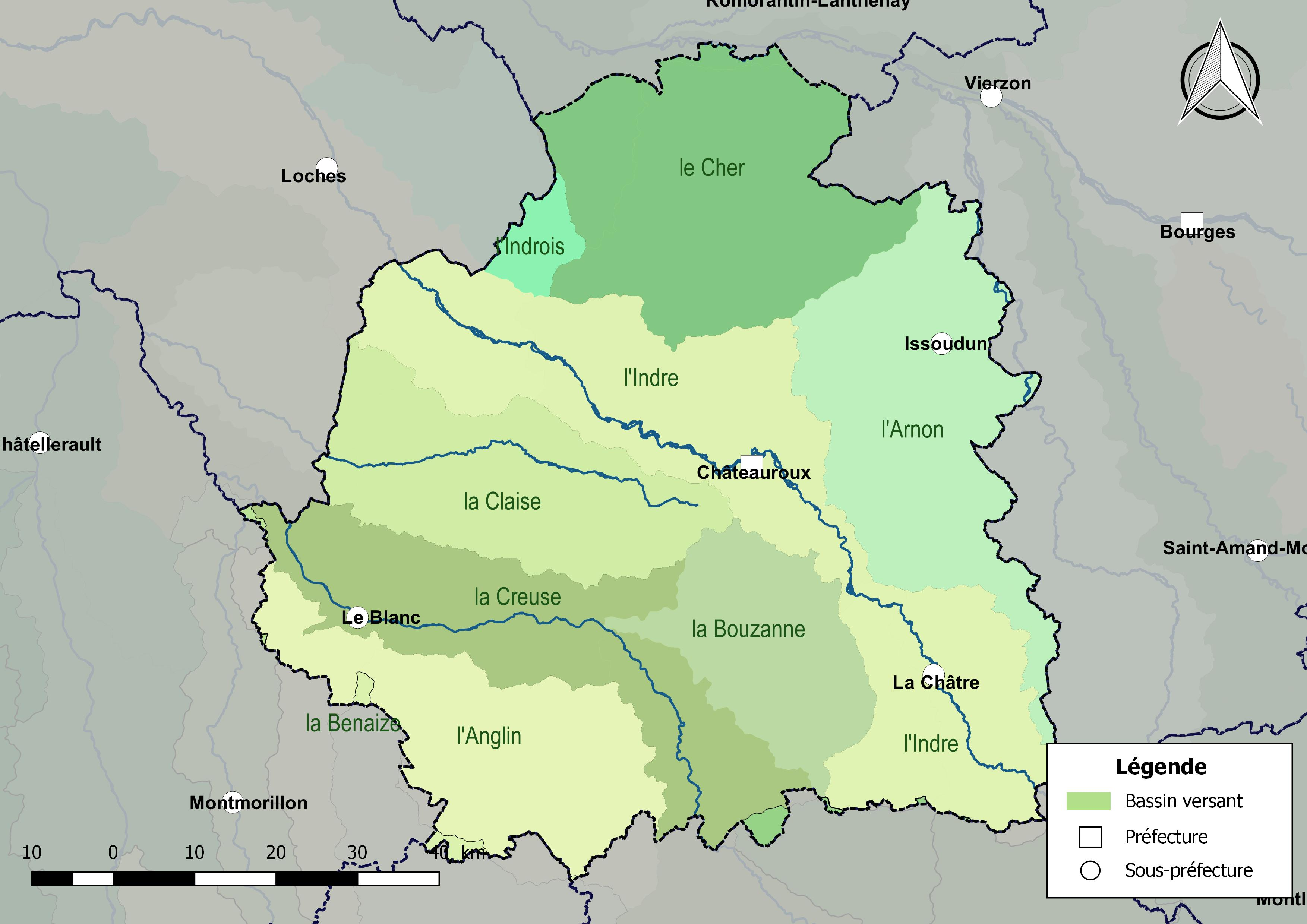
Les principaux bassins versants du département de l'Indre.

#### Échelle du bassin
En France, la gestion de l’eau, soumise à une législation nationale et à des directives européennes, se décline par bassin hydrographique, au nombre de sept en France métropolitaine, échelle cohérente écologiquement et adaptée à une gestion des ressources en eau. L'Ozance est sur le territoire du bassin Loire-Bretagne et l'organisme de gestion à l'échelle du bassin est l'agence de l'eau Loire-Bretagne.

## Affluents
L'Ozance possède cinq affluents.
| Noms                         | km |
| ---------------------------- | -- |
| Le Murs                      | 9  |
| Ruisseau du moulin de fresne | 6  |
| K7306800                     | 5  |
| K7308100                     | 2  |

| Noms      | km |
| --------- | -- |
| Le Rideau | 7  |

### Rang de Strahler
Son rang de Strahler est de trois.

## Hydrologie

### État des masses d'eau et objectifs
Pour les cours d’eau, la délimitation des masses d’eau est basée principalement sur la taille du cours d’eau et la notion d’hydro-écorégion. Ces masses d’eau servent ainsi d’unité d’évaluation de l’état des eaux dans le cadre de la directive européenne.
L'Ozance fait partie de la masse d'eau codifiée FRGR2032 et dénommée « Le Malville et ses affluents depuis la source jusqu'à la confluence avec l'Indre ».
Le schéma directeur d'aménagement et de gestion des eaux (Sdage) Loire-Bretagne est un document de planification dans le domaine de l’eau. Il définit, pour une période de six ans les grandes orientations pour une gestion équilibrée de la ressource en eau ainsi que les objectifs de qualité et de quantité des eaux à atteindre dans le bassin Loire-Bretagne. L'état des lieux 2013 défini dans la SDAGE 2016 – 2021 et les objectifs à atteindre pour cette masse d'eau sont les suivants,, :
| Code masse d'eau    | FRGR2032                                                                      |
| Libellé masse d'eau | L'Ozance et ses affluents depuis la source jusqu'à la confluence avec l'Indre |

| Écologique | Biologique | Physico-chimie générale | Polluants spécifiques |
| ---------- | ---------- | ----------------------- | --------------------- |
| Médiocre   | X          | Bon état                | X                     |

| Écologique | Chimique | Global   |
| ---------- | -------- | -------- |
| Bon état   | Bon état | Bon état |

## Aménagements et écologie

### Milieu naturel
Le cours d'eau est de deuxième catégorie.